# Lo Spagna

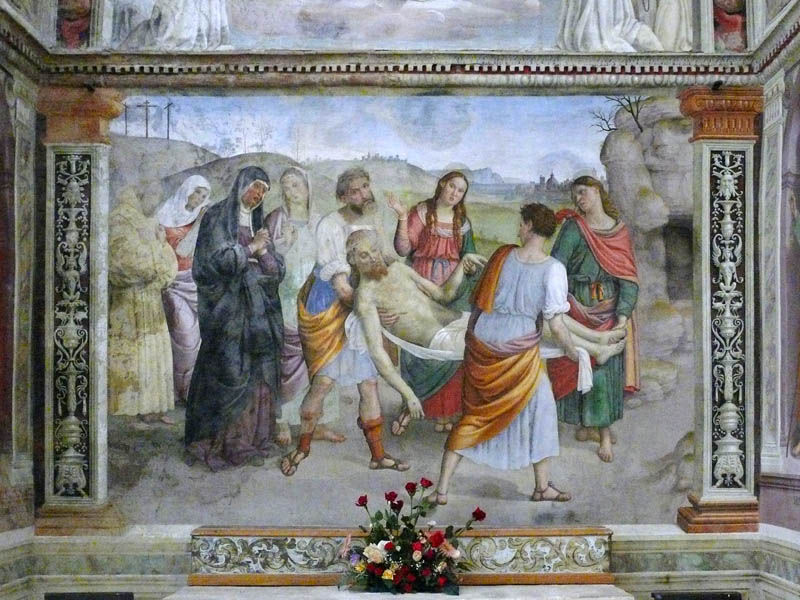
Lo Spagna: Grablegung. Trevi, Chiesa della Madonna delle Lacrime, Cappella di S. Francesco

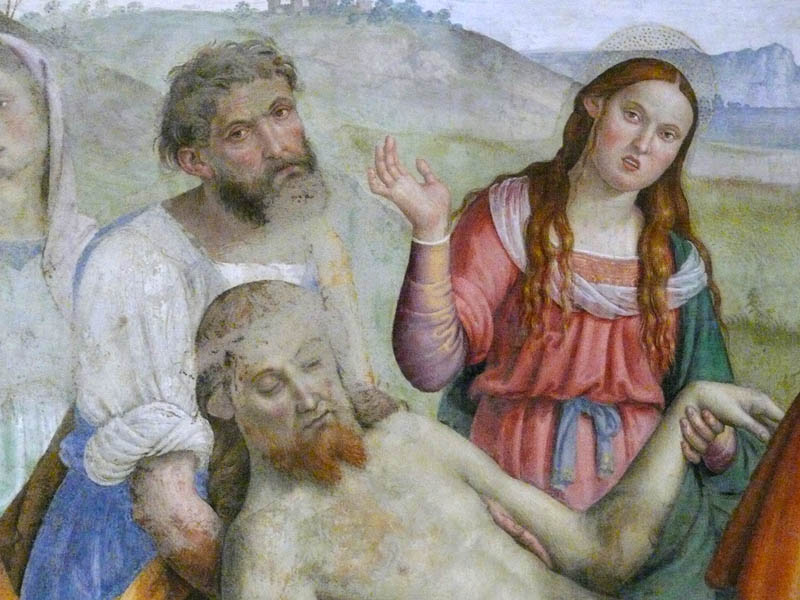
Lo Spagna: Grablegung, Ausschnitt

Lo Spagna, eigentlich Giovanni di Pietro (* um 1450 in Perugia?; † 1528 in Spoleto) war ein italienischer Maler der Renaissance.

## Leben
Lo Spagna war spanischer Abstammung. Er ist wahrscheinlich identisch mit dem 1470 in Perugia als Maler urkundlich erwähnten Spanier Johannes Petri.
Er war entweder Schüler oder Mitarbeiter von Perugino in Perugia, dessen Nachahmer er lange Zeit war. Später geriet er unter Einfluss Raffaels, auch wenn eine Zusammenarbeit mit ihm nicht nachgewiesen ist.
1508 wurde er Ehrenbürger von Macerata, ohne dass dort eine künstlerische Tätigkeit nachgewiesen ist.
Lo Spagno bereiste zahlreiche Städte Umbriens, darunter Perugia, Assisi, Campello sul Clitunno, Castel Ritaldi, Gavelli, Scheggino, Todi, Trevi und Visso und führte dort Aufträge vor allem von kirchlicher Seite aus. Noch vor 1512 ging er nach Spoleto, wo er 1516 das Bürgerrecht erhielt. In Spoleto heiratete er Santina Martorelli. Am 31. August 1517 erhielt er den Titel „Capitano delle Arti dei Pittori e degli Orefici“.
In Spoleto leitete er eine Werkstatt mit zahlreichen Mitarbeitern, unter ihnen Dono Doni Cecco di Bernardino di Assisi, Giovanni di Girolamo (tätig 1526–1553), Mariano di Eusterio (1470–1547) und Jacopo Siculo, der seine Tochter heiratete.
Lo Spagna starb 1528 in Spoleto, wahrscheinlich an der Pest.

## Ausstellungen
- 2004 Giovanni di Pietro, un pittore spagnolo fra Perugino e Raffaello, Salone d’Onore der Burg Rocca Albornoziana.

## Werke (Auswahl)

### Fresken und Altarbilder in Kirchen Umbriens
- San Martino, Trevi: Freskenzyklus in der Cappella di San Girolamo Mariä Himmelfahrt mit den Heiligen Hieronymus, Johannes der Täufer, Franziskus und Fra Leone (1512); Hl. Emiliano
- Madonna delle Lacrime, Trevi: Freskenzyklus in der Cappella San Francesco Grablegung Christi; in der Lünette Christi Himmelfahrt mit den Heiligen Ubaldo und Josef (1518/1520); in der Cappella di San Alfonso Altarbilder der Heiligen Katharina und Cäcilie
- San Michele, Sant’Anatolia di Narco, (Ortsteil Gavelli bei Spoleto): Freskendekoration der Apsis Verkündigung; Marienkrönung mit Petrus, Paulus und dem Erzengel Michael (1518); Fresken der Langhauswände Madonna in der Glorie mit den Heiligen Franziskus, Hieronymus und Antonius von Padua (1523); Pietà mit den Heiligen Leonhard, Berhardin von Siena, Antonius der Große (Antonio Abbate) und Sebastian; Hl. Blasius (1492); Hl. Sebastian (1491); und Madonna in der Glorie mit Heiligen (1505). Eine weitere Madonna in der Glorie mit Heiligen stammt von seinen Schülern (1518).
- Kathedrale Santa Maria Assunta, Todi: Fresko Dreifaltigkeit; Hl. Petrus; Hl. Paulus (1516)
- Sant’Ansano, Spoleto: Fresko Madonna mit Kind und Engeln (1518)
- San Giacomo in San Giacomo bei Spoleto: Fresko in der Apsis Hahnenwunder des Santo Domingo de la Calzada; Marienkrönung 1526 (sein Schüler Dono Doni Cecco di Bernardino di Assisi vollendete 1528 Fresken nach Lo Spagnas Tod).
- San Giovanni Battista, Eggi bei Trevi: Apsisfresken Taufe Christi; Verkündigung; Madonna mit Heiligen, [meist von seinen Mitarbeitern 1533 vollendet]
- Santa Maria degli Angeli (Assisi): Fresken Heilige Franziskaner
- Dorfkirche in Rocca Sant’Angelo bei Assisi: Fresken Madonna mit Kind, Gottvater und die Heiligen Franziskus und Antonius
- Kloster der Seligen Colomba, Perugia: Altarbild Kreuztragung
- Dom in Spoleto: Fresken in der Apsis Verkündigung; Marientod; Geburt Christi (an den Wänden); Mariä Himmelfahrt (Gewölbefresko)
- Sanktuarium Madonna della Bianca, Campello sul Clitunno Verkündigung; Geburt Christi
- Oratorium San Sebastiano, Campello sul Clitunno: Madonna mit Kind und die Heiligen Sebastian und Rochus [Ausführung mit seinem Schwiegersohn Jacopo Siculo]
- San Sebastiano, Panicale: Fresko Madonna mit Kind und den Heiligen Augustinus, Maria Magdalena und musizierenden Engeln
- Dorfkirche in Ferentillo Umbriano: Fresken Hl. Sebastian; Kreuzigung
- Santa Maria, Visso im Valnerina: Fresken Madonna mit Kind und Heilige mit Gottvater; Fragmente verschiedener Szenen, Engeln und Heiligen
- San Nicolò, Scheggino: Fresken Christis Geburt; Marienkrönung (1526) [mit seinem Gehilfen Giovanni di Girolamo]
- San Valentino im Valnerina: Fresken Madonna, Kind, Heilige; Kreuzigung
- Santa Maria delle Grazie in Caso im Valnerina: Freskenzyklus Kreuzigung; Heilige
- San Vito (Ceselli im Valnerina): Fresken Kreuzigung; Heilige
- Santa Maria delle Grazie (Sant’Anatolia di Narco im Valnerina): Fresken Thronende Madonna; Madonna in der Glorie; Schutzmantelmadonna
- San Nicola in Arrone, (Ortsteil Casteldilago im Valnerina,): Apsisfresko Thronende Maria mit Heiligen und Gottvater; ein Fries von Heiligen Märtyrern; Fresken im Langhaus Madonna mit Kind und Heiligen

### Werke in öffentlichen Sammlungen
- Heilige Colomba aus der Kirche San Domenico in Perugia Galleria Nazionale dell’Umbria, Perugia
- Kreuzigung mit Heiligen, Altarbild, Pinacoteca Civica, Terni
- Madonna mit Kind, Altarbild (1507/1511), Pinacoteca della Accademia, Rovigo
- Madonna mit Kind, Caritas, Justitia und Pietas (um 1513); Madonna mit Kind und den Heiligen Hieronymus, Blasius, Katharina, Antonius und mit Engeln (1514/16), Abgenommene Fresken, Pinacoteca Comunale Spoleto
- Marienkrönung mit Heiligen (1511), nach Domenico Ghirlandaios Bild in Narni; Madonna mit Kind (1524); Der Selige Bernardino da Feltre, Museo Civico – Pinacoteca, Todi
- Marienkrönung mit Heiligen (1522), Altarbild mit Predella; Heilige Cäcilie; Heilige Katharina von Alexandrien Pinacoteca Comunale, Trevi (Umbrien)
- Thronende Madonna mit Kind und Heiligen (aus der Cappella di Santa Caterina), Museo Diozesano di San Francesco, Assisi
- Heilige Katharina von Alexandrien (1510/1511), Altarbild, Museo Poldi Pezzoli, Mailand:
- Christus im Garten Gethsemane mit den schlafenden Jüngern (1510/1515), Altarbild, Indianapolis Museum of Art, Indiana
- Heilige Katharina von Siena (1510–1512), Altarbild, Art Institute of Chicago
- Christus mit der Dornenkrone; Christus im Garten Gethsemane mit den schlafenden Jüngern und Christus im Garten Gethsemane, National Gallery (London)
- Maria Magdalena in Ekstase, Altarbild, The Wallace Collection, London
- Heilige Familie mit Heiligen (um 1490), Altarbild, Hood Museum of Art, New Hampshire
- Mariengeburt (1510); Der Heilige Hieronymus in der Wüste, Altarbilder mit Predella, Louvre, Paris
- Anbetung der Könige (1500/1510) ehemals das Hauptaltarbild der Kirche San Pietro in Valle bei Ferentillo, Gemäldegalerie (Berlin)
- Der Heilige Hieronymus lehrend (1599/1504), Kunsthalle Bremen

Zeichnungen Lo Spangnas befinden sich im Besitz des Louvre, des Harvard University Art Museums in Cambridge, Mass. und des Museums von Chantilly.